# Гілдтон (Оклахома)
Гілдтон (англ. Healdton) — місто (англ. city) в США, в окрузі Картер штату Оклахома. Населення — 2328 осіб (2020).

## Географія
Гілдтон розташований за координатами 34°14′1″ пн. ш. 97°29′14″ зх. д. / 34.23361° пн. ш. 97.48722° зх. д. (34.233532, -97.487165).  За даними Бюро перепису населення США в 2010 році місто мало площу 37,29 км², з яких 36,60 км² — суходіл та 0,69 км² — водойми.

### Клімат
| Клімат : Гілдтон      | Клімат : Гілдтон | Клімат : Гілдтон | Клімат : Гілдтон | Клімат : Гілдтон | Клімат : Гілдтон | Клімат : Гілдтон | Клімат : Гілдтон | Клімат : Гілдтон | Клімат : Гілдтон | Клімат : Гілдтон | Клімат : Гілдтон | Клімат : Гілдтон | Клімат : Гілдтон |
| Показник              | Січ.             | Лют.             | Бер.             | Квіт.            | Трав.            | Черв.            | Лип.             | Серп.            | Вер.             | Жовт.            | Лист.            | Груд.            | Рік              |
| Середній максимум, °C | 11,4             | 14,5             | 19,8             | 24,7             | 28,3             | 32,3             | 35,7             | 35,7             | 30,8             | 25,4             | 18,4             | 12,8             | 24,2             |
| Середній мінімум, °C  | −3,2             | −0,7             | 4,4              | 9,8              | 14,3             | 18,7             | 20,8             | 20,1             | 16,6             | 10,1             | 4,2              | −1,4             | 9,5              |
| Норма опадів, мм      | 36               | 46               | 74               | 86               | 130              | 107              | 51               | 61               | 114              | 91               | 58               | 43               | 897              |
| --------------------- | ---------------- | ---------------- | ---------------- | ---------------- | ---------------- | ---------------- | ---------------- | ---------------- | ---------------- | ---------------- | ---------------- | ---------------- | ---------------- |
| Джерело: weather.com  |                  |                  |                  |                  |                  |                  |                  |                  |                  |                  |                  |                  |                  |

## Демографія
Згідно з переписом 2010 року, у місті мешкало 2788 осіб у 1085 домогосподарствах у складі 730 родин. Густота населення становила 75 осіб/км².  Було 1319 помешкань (35/км²).
Расовий склад населення:
| - 86,2 % — білих - 6,5 % — корінних американців - 1,1 % — чорних або афроамериканців - 0,1 % — азіатів - 1,7 % — осіб інших рас |

До двох чи більше рас належало 4,4 %. Частка іспаномовних становила 3,7 % від усіх жителів.
За віковим діапазоном населення розподілялося таким чином: 25,4 % — особи молодші 18 років, 59,6 % — особи у віці 18—64 років, 15,0 % — особи у віці 65 років та старші. Медіана віку мешканця становила 36,9 року. На 100 осіб жіночої статі у місті припадало 97,2 чоловіків;  на 100 жінок у віці від 18 років та старших — 94,8 чоловіків також старших 18 років.
Середній дохід на одне домашнє господарство  становив 50 536 доларів США (медіана — 39 313), а середній дохід на одну сім'ю — 62 812 долари (медіана — 50 452). Медіана доходів становила 42 310 доларів для чоловіків та 24 609 доларів для жінок. За межею бідності перебувало 14,3 % осіб, у тому числі 19,3 % дітей у віці до 18 років та 9,7 % осіб у віці 65 років та старших.
Цивільне працевлаштоване населення становило 1260 осіб. Основні галузі зайнятості: освіта, охорона здоров'я та соціальна допомога — 19,5 %, роздрібна торгівля — 16,7 %, сільське господарство, лісництво, риболовля — 13,2 %, будівництво — 10,9 %.